# Hradišťko (hrad)
Hradišťko je zaniklý hrad na severním okraji vesnice Hradišťko II u Žiželic v okrese Kolín. Založen byl na konci třináctého století jako šlechtické sídlo, ale v průběhu čtrnáctého a patnáctého století přestal být panskou rezidencí, a postupně zanikl. Jako pustý se uvádí v roce 1517.

## Historie
Zakladatelem hradu byl pravděpodobně Dětoch z Třebelovic, který získal žiželické panství jako dědictví po bezdětném Sezimovi z Hořepníka z rodu Vítkovců. Převod roku 1299 potvrdil král Václav II. K panství kromě samotného hradu a městečka Žiželic patřilo dalších dvanáct vesnic. První písemná zmínka o hradu pochází až z roku 1439, ale nepřímo byl hrad zmíněn roku 1388, kdy byl uveden zdejší purkrabí Jaroš z Libře.
Dalším majitelem panství se stal okolo roku 1334 Petr z Rožmberka a jeho potomkům zůstalo až do první čtvrtiny patnáctého století. V roce 1379 je Hradišťko uváděno jako městečko. Majitelé na hradě spravovaném purkrabími nesídlili. Během husitských válek hrad roku 1420 obsadilo pražské vojsko a později ho neznámým způsobem získal Jindřich z Vartenberka. Po Jindřichově smrti v roce 1434 hrad připadl jako odúmrť králi, a král Albrecht II. Habsburský ho roku 1439 věnoval Kašparu Šlikovi a Haškovi z Valdštejna. Po nich se majitelem stal Hynek z Valdštejna a Dětenic, který zemřel před rokem 1482. Za jeho nezletilé syny Jana a Bernarda panství do roku 1492 spravovala vdova Anna, rozená z Kováně. Jan a Bernard z Valdštejna roku 1493 panství prodali králi Vladislavovi Jagellonskému. Když roku 1517 král Ludvík Jagellonský zastavil Hradišťko Zdeňku Lvovi z Rožmitálu, byl hrad uveden jako pustý. Panství oceněné na téměř 11 740 kop grošů tehdy tvořila městečka Hradišťko a Žiželice, patnáct vesnic, plat ze dvora v Libněvsi, řeka Cidlina a rybníky.

## Stavební podoba
Hrad stával v nevýrazné poloze obtékané Mlýnskou Cidlinou. Měl oválný půdorys z poloviny chráněný tokem řeky, zatímco na jižní straně přivrácené k městečku ho chránily příkopy a valy, které se dochovaly v podobě nevýrazné terénní vlny na pozemcích domů čp. 27, 63 a 30.

## Přístup
Zbytky hradu se nachází na pozemcích rodinných domů, a nejsou volně přístupné.